# Baix Maestrat
Baix Maestrat (Tiếng Tây Ban Nha: Bajo Maestrazgo) là một ’’comarca’’ trong tỉnh Castellón, Cộng đồng Valencian, Tây Ban Nha.

## Các đô thị bên trong
- Alcalà de Xivert
- Benicarló
- Càlig
- Canet lo Roig
- Castell de Cabres
- Cervera del Maestre
- Chert/Xert
- La Jana
- Peñíscola
- La Pobla de Benifassà
- Rossell
- La Salzadella
- San Rafael del Río
- Sant Jordi/San Jorge
- Sant Mateu
- Santa Magdalena de Pulpis
- Traiguera
- Vinaròs